# У четвер і більше ніколи
«У четвер і більше ніколи» (рос. «В четверг и больше никогда») — радянський художній фільм 1977 року театрального режисера  Анатолія Ефроса. Знятий за сценарієм  Андрія Бітова.

## Сюжет
Московський лікар Сергій (Олег Даль), що живе з недавніх пір у фактичному шлюбі, приїжджає до себе на батьківщину — в заповідник, де живе його мати (Любов Добржанська), яку він не бачив багато років. Однак радість зустрічі швидко затьмарюється кількома неоднозначним вчинками Сергія. Намагаючись бути делікатною, мати пробує говорити із сином про дівчину Варю (Віра Глаголєва), вагітну від нього…

## У ролях
- Олег Даль —  Сергій Андрійович
- Віра Глаголєва —  Варя
- Любов Добржанська —  Катерина Андріївна, мати Сергія
- Михайло Жигалов —  єгер
- Інокентій Смоктуновський —  Іван Модестович, вітчим Сергія
- Гражина Байкштіте —  Гражина
- Віктор Карлов —  Харитонов  (озвучив Станіслав Любшин)
- Олександр Ожигін —  директор
- Валерій Плотніков —  фотокореспондент
- Марина та Ірина Короткова —  близнюки

## Знімальна група
- Автор сценарію:  Андрій Бітов
- Режисер-постановник:  Анатолій Ефрос
- Оператор-постановник:  Володимир Чухнов
- Художник-постановник:  Фелікс Ясюкевич
- Композитор: Дмитро Шостакович
- Звукооператор: Євген Федоров
- Режисер: О. Григорович
- Оператор: Е. Щербаков
- Редактор: Е. Корсунська
- Монтаж: А. Бурмістрова

Костюми: Е. Сокольска
- Грим: Л. Кетова
- Асистенти режисера:
  - О. Ніконов
  - О. Прагіна
- Асистенти оператора:
  - О. Гідт
  - О. Марченко
- Майстер по світлу: О. Голубєв
- Директор картини: Тетяна Жигаєва